# Rioforte
A Rioforte Investments SA é uma empresa sediada no Luxemburgo. Pertence ao Grupo Espírito Santo (GES), que tem origem em Portugal. Em julho de 2014, a Rioforte envolveu-se numa crise financeira e não conseguiu pagar os títulos aos credores, levando à liquidação do banco comercial Banco Espírito Santo, deixando um buraco financeiro de 4.900 milhões de euros.

## História
Em setembro de 2009, ano da crise financeira, o Grupo Espírito Santo (GES) decidiu criar a Rioforte como sociedade de investimento sediada no Luxemburgo: uma empresa que geriria os activos não financeiros do grupo (como empresas agrícolas e industriais). Ao separar as empresas do grupo Espírito Santo Resources que anteriormente trabalhavam para elas e mudar a sede da empresa, pretendeu-se alcançar uma internacionalização do negócio e, através da sede da empresa no Luxemburgo, conseguir uma redução de impostos e taxas e escapar ao controlo fiscal português. A emissão de obrigações teve como objectivo angariar novos capitais de investimento no mercado de capitais internacional, de forma a avançar ainda mais os novos projectos em Portugal, no Brasil e em África. O Grupo ESCOM seria substituído como antiga plataforma de investimento pela sua própria empresa, a Rioforte Investimentos.

### O Grupo Espírito Santo
O Grupo Espírito Santo operava uma rede de empresas em mais de 20 países e as holdings estavam sediadas na Suíça e no Luxemburgo (Espírito Santo Financial Group, ESFG). Com esta constelação, o grupo evitou o controlo operacional e fiscal do Estado português, o que levou a críticas abertas em Portugal durante a crise financeira de 2008. Então, por exemplo. B. pelo Instituto Português de Governança Corporativa (IPCG), que considerou isso uma violação do Código de Boa Governança Corporativa. As necessidades de capital foram financiadas através da emissão de obrigações e certificados.

### Crise em 2014
No final de julho de 2014, a RioForte enfrentou dificuldades porque os títulos vencidos não puderam ser pagos. A proteção dos credores foi solicitada e concedida ao abrigo da legislação luxemburguesa. Desde então, a Rioforte está em liquidação e foi uma das razões do declínio do Banco Espírito Santo. Só a empresa Portugal Telecom investiu nesta empresa através de obrigações, que agora estão perdidas e não podem ser reembolsadas.
A mexicana Angeles estava interessada na participação de 51% da Rioforte na ES Saúde (saúde). Angeles fez uma oferta pública de aquisição e ofereceu 4,30 euros por ação, o que avaliou a ES Saúde em 410 milhões de euros. A oferta foi posteriormente aumentada para 4,50 euros por ação. Outros licitantes incluíram a seguradora portuguesa Fidelidade, que faz parte do grupo chinês Fosun, e o grupo norte-americano UnitedHealthcare. No final, a Fidelidade prevaleceu com uma oferta de 5,01 euros por ação.
A subsidiária turística ES Viagens foi vendida à empresa suíço-luxemburguesa Springwater Capital.
Após o indeferimento do pedido de protecção de credores da Rioforte, a empresa encontra-se agora em liquidação.
Os liquidatários estão atualmente (maio de 2015) oferecendo à venda as subsidiárias imobiliárias Herdade de Comporta e Property Brasil. No entanto, a oferta de venda foi retirada em julho de 2015.

## As empresas Rioforte e o seu destino
Espírito Santo Property (terreno)
- Área: 2.508.000 m²

Herdade de Comporta (agricultura e turismo)
- Volume de negócios: 45.071.000 euros
- Imobilizado: 139.661.000 euros

está à venda
ES Property Brasil
- Terreno para construção: 2,1 milhões de m²

está à venda
Tivoli Hotéis & Resorts
- Hotéis: 14 (12 em Portugal e dois no Brasil)
- Noites de alojamento por ano: 1.072.848

Em janeiro de 2015, seis hotéis (quatro em Portugal e dois no Brasil) foram vendidos à cadeia hoteleira tailandesa Minor International por cerca de 168 milhões de euros.
Em outubro de 2015, a Minor International comprou também o Hotel Tivoli Oriente, em Lisboa, por 38,5 milhões de euros. Em fevereiro de 2016, a Minor também adquiriu os hotéis restantes; o investimento total foi de 294 milhões de euros.
ES Viagens (turismo)
- Volume de negócios: 61.825.000 euros
- Bilhetes emitidos: 310.503

vendido para Springwater Capital
Cobrape (negócio agrícola)
- Arroz: 6.938 toneladas
- Soja: 5.182 t
- Gado: 5.725

Companhia Agrícola Botucatu (cultivo de citros)
- Terreno: 2.000 hectares
- Laranjas: 1.240 caixas
- outras frutas cítricas: 187 mil caixas

Agriways (agricultura e silvicultura)
- Terreno: 5.000 hectares
- Produção de eucalipto: 69.368 m³
- Produção de cana-de-açúcar: 73 mil m³

Sociedad Agrícola Golondrina (agricultura e silvicultura)
- Terreno: 7.000 hectares
- Pastagens: 5.000 ha
- Terreno florestal: 12.000 ha

Ganadera Corina Campos Y Haciendas SA (pecuária)
- Pastagens: 68.000 ha
- Gado: 52.487

ES Saúde (setor de saúde)
- Centros de saúde: 18
- Camas: 1.311
- Consultas e chamadas de emergência anualmente: 1.825.000
- Tratamentos: 45.000

vendido à Fidelidade
Energias Renováveis do Brasil (energias renováveis)
- Valor total do ativo: 174.247.000 reais

Georadar
- Sísmica 2D: 6.409
- Sísmica 3D: 992